# 豊通レアアース
豊通レアアース株式会社（とよつうレアアース、英: TOYOTSU RARE EARTHS CORPORATION.）は、かつて東京都港区港南二丁目に本社を置いていた、豊田通商グループの非鉄金属系専門商社。主にレアアース・レアメタルを取り扱っていた。
2008年（平成20年）11月、豊田通商により完全子会社化され、翌年4月には和光物産株式会社から豊通レアアース株式会社に商号を変更。2017年（平成29年）4月1日には同じ豊田通商グループの豊通マテリアルに吸収合併され、同社レアメタル事業部となった。

## 沿革
- 1954年（昭和29年）5月14日 - 和光物産株式会社として設立。
- 2008年（平成20年）11月 - 豊田通商の完全子会社となる。
- 2009年（平成21年）4月 - 豊通レアアース株式会社に商号を変更。
- 2017年（平成29年）4月 - 豊通マテリアル株式会社に吸収合併される[3]。

## 取扱品目
- レアアース
- レアメタル
- 電子材料
- 非鉄金属
- セラミックス
- 繊維

## 加入団体
- 東京商工会議所
- 社団法人新金属協会
- 日本稀土類学会

## 事業所
- 本社

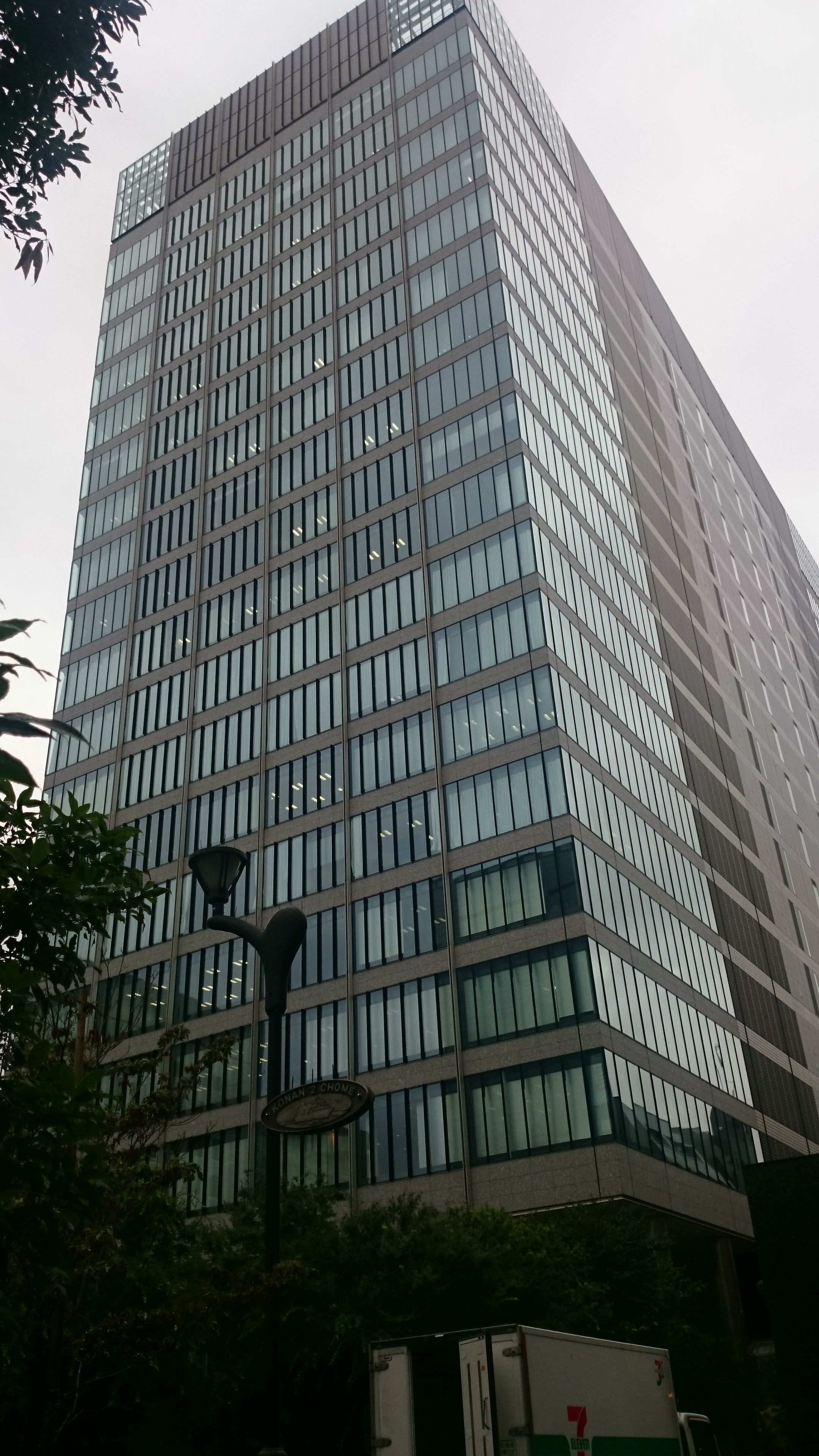
18階に本社が入居している（品川フロントビル）

  - 〒108-8216 東京都港区港南2丁目3番13号 品川フロントビル18階